# Ulomorpha polytricha
Ulomorpha polytricha är en tvåvingeart som beskrevs av Alexander 1930. Ulomorpha polytricha ingår i släktet Ulomorpha och familjen småharkrankar. Inga underarter finns listade i Catalogue of Life.